# Валандово (община)
Вала́ндово (макед. Општина Валандово) — община в Северной Македонии. Расположена на юге страны. Население составляет 11 890 человек (2002 год).
Административный центр — город Валандово.
Площадь территории общины 331,4 км².
Граничит с общинами Северной Македонии:
- на западе — с общиной Гевгелия;
- на северо-западе — с общиной Демир-Капия;
- на севере — с общиной Конче;
- на северо-востоке — с общиной Струмица;
- на юго-востоке — с общиной Дойран;
- на юге — с общиной Богданци;

на востоке — с граничит с номом Килкис в области Центральная Македония Греции.
Кроме города Валандово в состав общины входят ещё 28 сёл: Айранли, Аразли, Байрамбос, Балинци, Баракли, Башали, Башибос, Брайковци, Булунтули, Вейсели, Градец, Грчиште, Дедели, Гюлели, Йосифово, Казандол, Кочули, Марвинци, Пирава, Плавуш, Прстен, Раброво, Собри, Татарли, Терзели, Удово, Чалакли и Честево.
Этническая структура населения в общине:
- македонцы — 9830 чел.;
- турки — 1333 чел.;
- сербы — 639 чел.;
- цыгане — 32 чел.;
- арумыны — 1 чел.;
- боснийцы — 1 чел.;
- остальные — 54 чел.;

Община Валандово побратима с Болгарской общиной Априлци в Ловечской области..